# Сус Віктор Іванович
Віктор Іванович Сус (1 червня 1965, Раків Ліс) — голова Камінь-Каширської районної ради з 2010 року.

## Біографія
Віктор Сус народився у 1965 році в селі Раків Ліс Камінь-Каширського району. У кінці 1982 року Віктор Сус працював слюсарем районного управління газового господарства, а в 1983—1985 роках проходив строкову службу в лавах Радянської Армії. З 1985 до 1989 року Сус навчався в Житомирському сільськогосподарському інституті. З 1990 до 1997 року Віктор Сус працював головним агрономом колгоспу «Перше травня» Камінь-Каширського району. З 1997 до 2001 року він працював начальником Камінь-Каширської районної станції захисту рослин. З 2001 до березня 2005 року Віктор Сус працював заступником начальника управління сільського господарства і продовольства Камінь-Каширської районної державної адміністрації, а з березня 2005 до червня 2006 року займав посаду заступника голови — начальника управління сільського господарства і продовольства районної державної адміністрації. Одночасно Віктор Сус очолював районну організацію Селянської партії України., пізніше став членом Народної партії України. У червні 2006 року Віктор Сус очолив Камінь-Каширську районну державну адміністрацію. У 2010 році на виборах до районної ради Віктор Сус був обраний депутатом Камінь-Каширської районної ради, і в листопаді цього року обраний головою районної ради. У 2015 році Віктор Сус переобраний головою районної ради, на цих виборах він балотувався від на той час пропрезидентської партії «Солідарність». У 2020 році після чергових місцевих виборів до районної ради вже укрупненого району Віктор Сус у черговий раз обирається депутатом районної ради, та 24 листопада 2020 року його знову обирають головою районної ради. Оскільки до останнього моменту формування укрупнених районів за новим адміністративно-територіальним устроєм не планувалося створення Камінь-Каширського району, то з перших днів роботи новому-старому керівнику ради довелось зіткнутися з низкою проблем, зокрема провести ліквідацію апаратів районних рад районів, які припинили існування, так і провести скорочення апарату самої Камінь-Каширської районної ради, оскільки на заробітну плату попередної кількості працівників у бюджеті не закладено кошти.

## Особисте життя
Віктор Сус одружений, має двох синів і двох внуків.